# Пелайо Фройлас Дьякон
Пелайо Фройлас Дьякон (исп. Pelayo Froilaz el Diácono; ок. 990 — ок. 1050) — астурийский граф и дворянин. Сын графа Фройлы Хименеса и племянником основателя монастыря Кориас, Пиниоло Хименеса. Граф, по крайней мере, с 1030 года, он был членом высшего астурийского и леонского дворянства, верным вассалом и королевским знаменосцем Альфонсо V.

## Семейное происхождение
Его отец, граф Фройла Хименес, был сыном графа Химено Диаса, сына Диего Фернандеса, и его жены, Адосинды Гутьеррес, дочери, в свою очередь, графа Гутьерре Менендеса и графини Ильдуары Эрис (дочери графа Эро Фернандеса). После смерти графа Химено Диаса Адосинда заключила второй брак со своим племянником Рамиро Менендесом, и они, вероятно, были родителями королевы Веласкиты (ок. 963 — ок. 1035), супруги короля Галисии и Леона Бермудо II.

## Биографический набросок
В 1014 году, уже будучи женатым на графине Альдонсе Ордоньес, Пелайо Фройлас появляется с семьей своей жены в документации исчезнувшего монастыря Лапедо в Бельмонте-де-Миранда и вскоре после этого в грамоте в соборе Сан-Сальвадор-де-Овьедо со своей свекровью Кристиной Бермудес, подтверждающей, что он Pelagius Froilaz comes. Он был королевским знаменосцем (альфересом) короля Леона Альфонсо V с 1016 по 1019 год и членом королевского совета, где его присутствие записано, подтверждая королевские грамоты в 1023 и 1026 годах. Вскоре и до 1030 года он уже числится с графским титулом.
Со своей женой Альдонсой Пелайо основал ныне несуществующий монастырь Лапедо в Бельмонте-де-Миранда, где они, вероятно, были похоронены. Дата его смерти неизвестна, но она должна была произойти после 1048 года и вскоре после смерти его жены, которая все ещё жила в 1050 году.

## Брак и потомство
Он женился около 1013 года на графине Альдонсе Ордоньес, законной дочери инфанте Ордоньо Рамиреса Слепого и инфанты Кристины Бермудес, дочери короля Леона Бермудо II и королевы Веласкиты Рамирес. Дети от этого брака:
- Пелайо Пелаэс (? — 1092/1095), супруг Муниадонны (Майор) Гонсалес, который может быть дочерью Гонсало Сальвадореса, графа де Ла-Буреба.
- Химена Пелаэс (? — 1096), графиня, замужем за графом галисийского происхождения, Бермудо Овекисом. Они были родителями, в частности, могущественного графа Суэро Вермудеса. После смерти мужа Бермудо около 1092 год она во второй раз вышла замуж за Мунио Хименеса
- Эльвира Пелаэс, графиня, жена графа Мунио Фернандеса, сына Фернандо Флаинеса и Эльвиры Пелаэс.
- Тереза Пелаэс, графиня, жена графа Гомеса Диаса, графа Каррион-де-лос-Кондес, сына графа Диего Фернандеса де Сальданьи и Марины Ансурес. Тереза и её муж были основателями монастыря Сан-Сойло в Каррионе-де-лос-Кондес.
- Мария Пелаэс (уп. в 1081—1105 годах), присутствие которой зафиксировано в 109-м документе Собора Овьедо, и жена магната Альваро Гонсалеса.
- Ордоньо Пелаэс, королевский знаменосец короля Фердинанда I Леонского
- Мунио Пелаэс. Он появляется в документации, когда владел феодами Торо и Самора в 1060 году.
- Педро Пелаэс, королевский знаменосец (1049—1050, 1056—1058). В 1060—1063 годах он был удостоен графского титула, занимая должность tenente в Тинео. Он женился на Эльвире Перес.